# Городище (Челябинская область)
Городище — село в Варненском районе Челябинской области России. Входит в состав Краснооктябрьского сельского поселения.

## История
В 1905 году в черте Николаевского станичного юрта произведён отвод земли переселенцам из поселения Городищенского Оренбургской губернии. Заселение началось в 1901 году.

## География
Расположено в юго-западной части района, вблизи границы с Республикой Казахстан, на берегу реки Арчаглы-Аят. 
У южной окраины проходит участок Карталы — Тобол Южно-Сибирской железнодорожной магистрали. Расстояние до районного центра, села Варна — 48 км.

## Население
| 2002 | 2010 |
| ---- | ---- |
| 358  | ↘328 |

(в 1926 — 633, в 1939 — 390, в 1970 — 612, в 1983 — 428, в 1995 — 443)

## Улицы
- Лесная,
- Центральная,
- Школьная.

## Инфраструктура
- ООО «Заозерное»
- фельдшерско-акушерский пункт
- библиотека

## Достопримечательности
В 1 км к западу от Городища расположен археологический памятник — курган с «усами» «Городищенское-9».